# Žichov
Žichov je malá vesnice, část obce Měrunice v okrese Teplice. Nachází se asi dva kilometry západně od Měrunic. V roce 2011 zde trvale žilo 56 obyvatel.
Žichov je také název katastrálního území o rozloze 3,57 km².

## Historie
První písemná zmínka o vesnici pochází z roku 1239.

## Obyvatelstvo
Při sčítání lidu v roce 1921 zde žilo 172 obyvatel (z toho 77 mužů), z nichž bylo 28 Čechoslováků, 141 Němců a tři cizinci. S výjimkou šesti členů jiných nezjišťovaných církví a jedenácti lidí bez vyznání se hlásili k římskokatolické církvi. Podle sčítání lidu z roku 1930 měla vesnice 176 obyvatel: 38 Čechoslováků a 138 Němců. Až na jednoho evangelíka jednoho člena církve československé byli římskými katolíky.
|                                                                   | 1869 | 1880 | 1890 | 1900 | 1910 | 1921 | 1930 | 1950 | 1961 | 1970 | 1980 | 1991 | 2001 | 2011 | 2021 |
| ----------------------------------------------------------------- | ---- | ---- | ---- | ---- | ---- | ---- | ---- | ---- | ---- | ---- | ---- | ---- | ---- | ---- | ---- |
| Obyvatelé                                                         | 209  | 198  | 157  | 145  | 166  | 172  | 176  | 88   | 93   | 59   | 54   | 39   | 39   | 56   | 53   |
| Domy                                                              | 44   | 44   | 43   | 44   | 44   | 43   | 45   | 40   | —    | 20   | 19   | 20   | 26   | 24   | 27   |
| Počet domů z roku 1961 je zahrnut v domech místní části Měrunice. |      |      |      |      |      |      |      |      |      |      |      |      |      |      |      |

## Obecní správa
Při sčítání lidu v letech 1869–1900 Žichov byl osadou obce Měrunice, se kterým patřil nejprve do okresu Teplice, ale v roce 1900 v okrese Duchcov. V letech 1910–1950 byl samostatnou obcí, se kterým patřil nejprve do okresu Duchcov, ale v roce 1950 v okrese Bílina. V letech 1961–1980 byl částí obce Mukov v okrese Teplice. Od roku 1960 je znovu částí obce Měrunice v okrese Teplice.

## Pamětihodnosti
- Tvrz Žichov, archeologické stopy severně od vsi (kulturní památka)